# Joshua Jackson

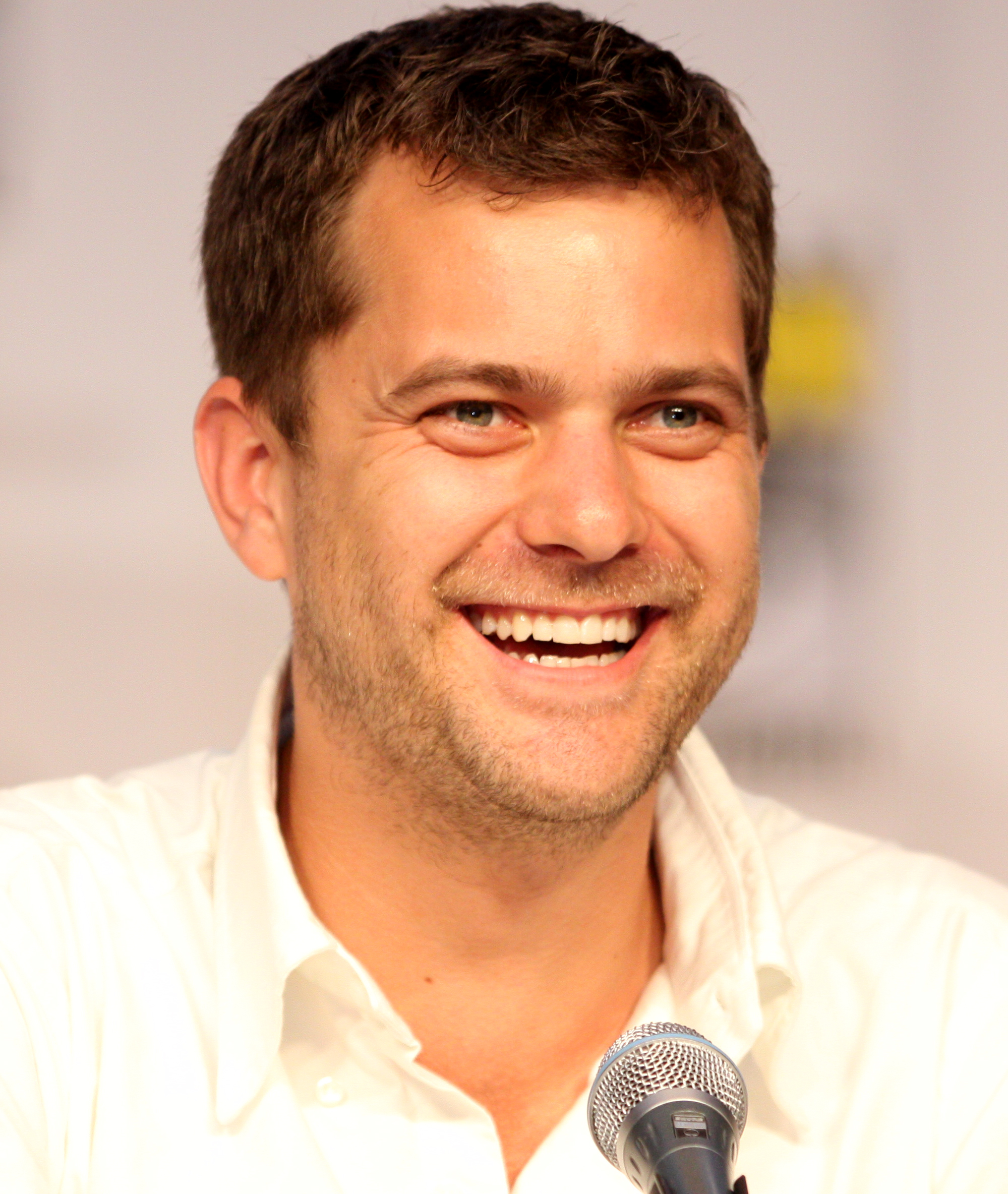
Joshua Jackson (2010)

Joshua „Josh“ Carter Jackson (* 11. Juni 1978 in Vancouver) ist ein kanadischer Schauspieler, der vor allem für die Rollen des Pacey Witter aus Dawson’s Creek und des Peter Bishop aus Fringe – Grenzfälle des FBI bekannt ist.

## Leben und Werk
Jackson wurde als Sohn von Fiona und John Jackson geboren. Bereits im Alter von sieben Jahren wirkte er als Komparse bei der Fernsehserie MacGyver mit und drehte in seiner Kindheit und Jugend viele Werbespots.
Einem größeren Publikum wurde Jackson durch die Serie Dawson’s Creek bekannt, in der er eine der Hauptrollen, die des Pacey Witter, übernahm. Bei einer Folge der Serie führte er auch Regie. Im Kino spielte er häufig in erfolgreichen Teenager-Filmen. Zu den bekanntesten gehören Mighty Ducks – Das Superteam von Walt Disney und dessen beiden Fortsetzungen sowie Düstere Legenden, The Skulls und Eiskalte Engel. In Ocean’s Eleven von Steven Soderbergh hatte er einen Cameo-Auftritt.
Jacksons bisher ambitionierteste Rolle war die des Matt Galloway in dem semi-dokumentarischen Film The Laramie Project über eine Schauspielertruppe, die in der Kleinstadt Laramie in Wyoming Recherchen über einen Mord an einem Homosexuellen betreibt, der auf einem tatsächlichen Fall beruht.
Jackson war von 2006 bis Sommer 2016 mit der Schauspielerin Diane Kruger liiert. Im Dezember 2019 heiratete er die britische Schauspielerin Jodie Turner-Smith. Am 21. April 2020 wurde ihre gemeinsame Tochter geboren. Im Oktober 2023 trennte sich das Paar und die Scheidung wurde eingereicht. Nach weniger als einem Jahr Beziehung wurde auch die Trennung von Lupita Nyong’o im Oktober 2024 bekannt, mit der er anschließend liiert war.

## Filmografie (Auswahl)

### Filme
- 1991: Zwischen Liebe und Hass (Crooked Hearts)
- 1992: Mighty Ducks – Das Superteam (The Mighty Ducks)
- 1993: Digger
- 1994: Mighty Ducks II – Das Superteam kehrt zurück (D2: The Mighty Ducks)
- 1994: André (Andre)
- 1995: Geliebtes Monster (Magic in the Water)
- 1996: Mighty Ducks 3 – Jetzt mischen sie die Highschool auf (D3: The Mighty Ducks)
- 1997: Ronnie & Julie – Verbotene Küsse (Ronnie and Julie)
- 1997: Scream 2
- 1998: Der Musterschüler (Apt Pupil)
- 1998: Düstere Legenden (Urban Legend)
- 1999: Eiskalte Engel (Cruel Intentions)
- 2000: The Skulls – Alle Macht der Welt (The Skulls)
- 2000: Tödliche Gerüchte (Gossip)
- 2001: The Safety of Objects
- 2001: Ocean’s Eleven (Cameo-Auftritt)
- 2002: The Laramie Project
- 2002: Cowboys und Idioten (Lone Star State of Mind)
- 2003: The Fan – Schatten des Ruhms (I Love Your Work)
- 2005: Shadows in the Sun (Vengo a prenderti)
- 2005: Americano
- 2005: Verflucht (Cursed)
- 2005: Aurora Borealis
- 2006: Bobby
- 2007: Battle in Seattle
- 2008: Shutter – Sie sehen dich (Shutter)
- 2009: One Week – Das Abenteuer seines Lebens (One Week)
- 2012: Lady Vegas (Lay the Favorite)
- 2012: Entführt in Damaskus (Inescapable)
- 2015: Sky: Der Himmel in mir (Sky)
- 2025: Karate Kid: Legends

### Serien
- 1997: Outer Limits – Die unbekannte Dimension (The Outer Limits, Folge 3x14)
- 1998–2003: Dawson’s Creek (128 Folgen)
- 2000: Die Simpsons (The Simpsons, Folge 12x04, Stimme)
- 2008–2013: Fringe – Grenzfälle des FBI (Fringe, 97 Folgen)
- 2016: Unbreakable Kimmy Schmidt (Folge 2x08)
- 2019: When They See Us (Folge 1x02)
- 2014–2019: The Affair (29 Folgen)
- 2020: Little Fires Everywhere (8 Folgen)
- 2021: Dr. Death (8 Folgen)
- 2023: Eine verhängnisvolle Affäre (Fatal Attraction)
- 2024: Doctor Odyssey

## Theater
- 2005: A Life In The Theatre (als John; an der Seite von Patrick Stewart am Apollo Theatre – West End London)